# Kámea (keresztnév)
A Kámea újabb keletű névalkotás az olasz eredetű kámea szóból, aminek a jelentése: domborúan vésett ékkő.

## Gyakorisága
Az 1990-es években szórványos név, a 2000-es években nem szerepel a 100 leggyakoribb női név között.

## Névnapok
- március 3.[2]
- május 18.[2]
- július 18.[2]